# Joaquim de March i de Bassols
Joaquim de March i de Bassols   (Barcelona, 1767 - Barcelona, 1843) va ser un noble i comerciant català.

## Biografia
Fill de Francesc de March i de Santgenís i net de Salvador de March i Bellver, va néixer i va viure al Palau Marc de la Rambla de Barcelona. El 1791 es va casar amb Raimunda de Bru i de Sala, filla de Josep de Bru i de Puiggener i de Josepa de Sala i de Puigdassalit, que pertanyien a la petita noblesa de la Plana de Vic. Els March van voler que les noces fossin sonades, i van decorar els interiors del casal de la Rambla sense mirar prim. Van considerar que el casament de l'hereu i l'enllaç amb els Bru de Sala eren una oportunitat per a consolidar-se dins el món nobiliari barceloní. El dinar de casament, que es va celebrar el 22 de novembre, va ser fastuós i l'endemà hi va haver les visites de les amistats de la família per felicitar els nuvis i els seus pares.
Els March, com explica el Baró de Maldà, van correspondre servint les visites amb «un profús refresc d'aigües compostes, cinquanta tres quarteres de gelats, moltíssimes pastes, dolços, xocolata, i finint amb el corresponent ball». Aquestes festes els va suposar grans despeses, que van afrontar en part creant un censal de 18.000 lliures a favor del canceller de la Universitat de Cervera. El matrimoni va durar poc, ja que Raimunda de Bru va morir el 1798, però abans li havia donat dues filles, Josepa, que es va casar amb el noble reusenc Josep de Miró i de Burguès, i Raimunda, que va quedar soltera. Joaquim es va tornar a casar amb Francesca Sanç i de Gregorio (†1810), amb qui va tenir una altra filla, Mercè de March i Sanç.
Joaquim de March va tenir un comportament econòmic semblant al del seu pare. No li arribava la renda de les seves possessions i es va veure obligat a demanar préstecs. Vivia a Reus a temporades a casa del seu oncle Bonaventura de March i de Santgenís, i quan Ferran VII va sojornar en aquella població tornant de França el 1814, Joaquim de March va ser un dels prohoms que va estar en tot moment al servei del monarca. Va ser mestrant de la Reial Mestrança de Granada i d'idees conservadores. En els enfrontaments del Trienni liberal es va decantar pel sector absolutista per la qual cosa va ser premiat el 1825 amb el càrrec de síndic procurador general de Barcelona i va ser condecorat amb l'Escudo de la Fidelidad. Antoni Pons Anguera, un menestral reusenc que va escriure un interessant dietari, diu que el 1824 va pagar l'estendard dels voluntaris reialistes de Reus que s'havien creat el 12 de juny d'aquell «any. Per conducte del seu gendre Josep de Miró va fer entrega de l'estendard que li va ser acceptat por las persecuciones que ha padecido durante el sistema revolucionario y por haver defendido siempre la soberanía del Rey». La bandera es va rebre a Reus a primers de l'any 1825 i va ser beneïda pel bisbe Jaume Creus.
Les gestions del seu patrimoni van consistir principalment en vendes i deutes, però va fer alguns intents per tenir ingressos. El maig de 1819 va reconstruir una mina que posseïa al terme de Vilafortuny, on també va recuperar unes terres de cultiu i unes altres a Creixell. Però el març de 1837, sens dubte que per raons polítiques, la Comissió Provincial d'Arbitris li va segrestar les propietats que tenia a la província de Tarragona, que després va poder recuperar, ja que, quan va morir el 1843, la seva filla Josepa va manar fer un inventari dels seus béns al Baix Camp, on trobem cases, horts i vinyes a Reus, el Castell de Vilafortuny i diversos terrenys agrícoles al seu terme, i horts amb olivers vora Constantí.